# Čegari csata
Az első szerb felkelés egyik eseménye volt a čegari csata (szerbül: Битка на Чегру/Bitka na Čegru, törökül: Çegar Muharebesi) Niš mellett, 1809 tavaszán. 

## Lefolyása
A szerb felkelőket vezető Stevan Sinđelić belátta, hogy csapatának nincs esélye a Hurşid pasa vezette megtorló török sereg ellen, azonban a fogság, ill. a törökök általi kivégzés szégyenétől magát és az oldalán harcoló szerbeket mindenképpen meg akarta kímélni. Ezért május 31-én (a Szerbiában akkoriban használt Julián naptár szerint május 19-én) fegyverével a harctérhez közeli lőporos hordókat vette célba, melyek robbanása nemcsak saját maga és csapata, de jelentősebb mértékben a török katonák halálát is okozta. Ez jelentette egyben a csata végét is. A felkelők koponyáit még abban az évben befalazták a Koponya-toronyba.